# Prvenstvo Hrvatske u bejzbolu 2015.
Prvenstvo Hrvatske u bejzbolu za 2015. godinu je osvojila Olimpija iz Karlovca.

## 1. A liga

### Sudionici
- Grabrik, Karlovac
- Olimpija, Karlovac
- Sisak, Sisak
- Nada, Split
- Vindija, Varaždin
- Medvednica, Zagreb
- Novi Zagreb, Zagreb
- Zagreb, Zagreb

### Ljestvica
| mj. | klub        | ut. | pob. | por. | GB | post. |               |
| --- | ----------- | --- | ---- | ---- | -- | ----- | ------------- |
| 1.  | Olimpija    | 14  | 13   | 1    | -  | 0.928 | poluzavršnica |
| 2.  | Nada        | 14  | 12   | 2    | 1  | 0.857 | poluzavršnica |
| 3.  | Zagreb      | 14  | 9    | 5    | 4  | 0.642 | poluzavršnica |
| 4.  | Vindija     | 14  | 8    | 6    | 5  | 0.571 | majstorica    |
| 5.  | Medvednica  | 14  | 8    | 6    | 5  | 0.571 | majstorica    |
| 6.  | Novi Zagreb | 14  | 4    | 10   | 9  | 0.286 |               |
| 7.  | Sisak       | 14  | 2    | 12   | 11 | 0.170 |               |
| 8.  | Grabrik     | 14  | 0    | 14   | 13 | 0.000 |               |

### Doigravanje
| !klub1                     | pob-por    | klub2      | ut1        | ut2        | ut3        | ut4        | ut5        | ut6        | ut7        |
| majstorica                 | majstorica | majstorica | majstorica | majstorica | majstorica | majstorica | majstorica | majstorica | majstorica |
| -------------------------- | ---------- | ---------- | ---------- | ---------- | ---------- | ---------- | ---------- | ---------- | ---------- |
| Medvednica                 | 1-0        | Vindija    | 18:4*      |            |            |            |            |            |            |
|                            |            |            |            |            |            |            |            |            |            |
| poluzavršnica              |            |            |            |            |            |            |            |            |            |
| Medvednica                 | 0-3        | Olimpija   | 3:14*      | 0:10*      | 7:9        |            |            |            |            |
| Zagreb                     | 0-3        | Nada       | 1:11*      | 2:7*       | 4:11       |            |            |            |            |
|                            |            |            |            |            |            |            |            |            |            |
| za treće mjesto            |            |            |            |            |            |            |            |            |            |
| Medvednica                 | 0-3        | Zagreb     | 4:10*      | 6:16*      | 3:13       |            |            |            |            |
|                            |            |            |            |            |            |            |            |            |            |
| za prvaka                  |            |            |            |            |            |            |            |            |            |
| Nada                       | 3-4        | Olimpija   | 3:1*       | 0:1*       | 4:0        | 3:13       | 3:5        | 12:4*      | 3:7*       |
|                            |            |            |            |            |            |            |            |            |            |
| * domaća utakmica za klub1 |            |            |            |            |            |            |            |            |            |

## Poveznice i izvori
- baseball.cro, bilteni za 2015.  Arhivirana inačica izvorne stranice od 17. studenoga 2015. (Wayback Machine), preuzeto 15. studenog 2015.